# Alfa Capricornidy
Alfa Capricornidy jsou meteorický roj, který je aktivní od 15. července do 10. srpna. Roj byl objeven maďarským astronomem Miklósem von Kónkoly-Thégem v roce 1871. Tento roj má malou četnost, ale poměrně jasné meteory, občas i bolidy. Mateřské těleso je kometa 169P/NEAT.
Peter Jenniskens a Jeremie Vaubaillon identifikovali mateřské těleso jako asteroid 2002 EX12, který byl při návratu v roce 2005 shledán slabě aktivním poblíž přísluní. Tento objekt je nyní nazýván kometou 169P/NEAT.
Podle Jenniskense a Vaubaillona byl meteorický roj vytvořen před asi 3 500 až 5 000 lety, kdy se zhruba polovina mateřského těla rozpadla a proměnila na prach. Oblak prachu se rozvinul podél oběžné dráhy Země v poslední době, což způsobuje roj s maximální frekvencí 2-5 meteorů za hodinu, někdy s výbuchy jasně planoucích meteorů.
Většina z prachu bude v cestě Zemi ještě v 24. století. Očekává se, že Alfa Capricornidy budou hlavním meteorickým rojem zhruba v letech 2220–2420, kdy budou četnější, než jakýkoli současný roj.